# Невилл, Уильям, 1-й граф Кент
Уильям Невилл (англ. William Neville; ок. 1410 — Алнвик, 9 января 1463) — барон Фоконберг по праву жены, 1-й граф Кент с 1461 года, лорд-адмирал Англии с 1462 года, 2-й сын Ральфа де Невилла, 1-го графа Уэстморленда, и его второй жены Джоан Бофорт, дочери герцога Ланкастера Джона Гонта, дядя Ричарда Делателя королей, графа Уорика, участник Войны Алой и Белой розы на стороне Йорков.

## Биография

Герб Уильяма Невилла

Уильям происходил из знатного и влиятельного рода Невилл, владения которого располагались на севере Англии. По матери он был внуком Джона Гонта, герцога Ланкастера, и племянником короля Англии Генриха IV. Около 1422 года Уильям женился на Джоан, дочери Томаса де Фоконберга и наследнице земель баронов Фоконберг, и принял титул барона Фоконберг.
Единственный сын барона, Джон, в 1405 году был казнен во время восстания против короля. Его отец умер через два года, и после смерти того титул на время прекратил существование и был восстановлен для Уильяма. Джоанна была 4 года старше его, и от рождения считалась слабоумной. Владения рода Фоконберг располагались в Северном Йоркшире, центре власти для других представителей рода Невиллов.
Уильям Невилл начал свою карьеру в начале правления Генриха VI. Он был посвящён в рыцари в мае 1426 года. В 1435 году служил на шотландских границах, в 1436 году отправился на службу во Францию вместе с герцогом Йоркским Ричардом, к 1439 году он был полевым командиром во Франции, а в 1440 году стал кавалером ордена Подвязки.
В 1443 году он вернулся в Англию, и 7 марта был назначен смотрителем в замке Роксбург, что принесло ему доход с Шотландии в тысячу фунтов. В 1449 году он опять был направлен во Францию в составе дипломатической миссии, и в мае того же года был взят в плен в Понт-ле Арше в Нормандии (в 1453 году был выкуплен за 8000 французских экю).
Все это время Уильям поддерживал лояльные отношения с Ланкастерами, но вскоре его предпочтения начали меняться. Он был членом совета, которым управлял герцог Ричард во время второго периода безумия короля Генриха VI. Хотя во время первой битвы при Сент-Олбансе в 1455 году он был вместе с приближенными Генриха, и после боя был назначен Ричардом Йоркским констеблем Виндзорского замка.
В 1455—1460 годы Уильям Невилл укрепил своё положение в йоркском лагере, и стал союзником своего племянника Ричарда, графа Уорика. В 1457 году последнему было передано управление в Кале, а Уильям был назначен его заместителем. Уильям прибыл в Англию в 1458 году, а в мае он был на короткое время заключен в тюрьму в Лондоне, но под давлением графа Уорика вернулся в Кале.
После поражения йоркистской армии, он помог своему брату Ричарду, графу Солсбери, восстановить контроль над Кале, который был пунктом Йорков для вторжения в Англию, захвата и удержания города Сэндвич. 26 июня граф Марч Эдуард, старший сын Ричарда Йоркского, и Невиллы отправились в Англию.
К началу июля они были в Лондоне, а 3 июля войско в 10 тысяч под командованием барона Фоконберга направилось на север. 10-го числа войска встретились около Нортгемптона. Армия делилась на три части, ими командовали Эдуард, граф Уорик, и барон Фоконберг, который был главнокомандующим и формировал правое крыло во время атаки.
После победы при Нортгемптоне, в то время как Уорик остался в Англии, Уильям вернулся в Кале в качестве лейтенанта, и таким образом, отсутствовал во время поражений армии Йорков в битве при Уэйкфилде (в которой Ричард Йоркский был убит) и второй битвы при Сент-Олбанс. В начале 1461 года он вернулся в Англию, присоединившись к недавно коронованному Эдуарду IV в Лондоне. 11 марта он возглавил авангард йоркской северной армии и 29 марта дал бой армии Ланкастеров при Таутоне. Победа в этом сражении ещё больше укрепило превосходство Йорков.
В награду за победы он стал членом совета короля и назначен лейтенантом севера. 1 ноября он получил титул графа Кента и был назначен лордом-стюардом королевского двора, в июле 1462 года стал лорд-адмиралом, и в августе того же года ему было предоставлено 46 усадьб на западе страны.
Эдуард IV опирался на него как для сухопутных так и морских военных действий. После победы при Таутоне Уильям принял участие в постепенном создании контроля Эдуарда в Нортумберленд. Летом 1461 года он направил гарнизон в 120 человек в Ньюкасл-апон-Тайн, и принимая участие в осаде Алнвика в ноябре 1462 года. Между этими датами он возвращался в Кале, совершил набеги на побережье Бретани в августе 1462 году, затем сжег Ле Конк под Брестом, и напал на остров Иль-де-Ре.
Он умер 9 января 1463 года, и был похоронен в Гисборо, в центре его владений. Жена Уильяма Джоанна пережила его, и умерла 1490 году в возрасте 84 лет. После её смерти титул барона Фоконберга опять стал вакантным. Уильям Невилл имел трех дочерей от этого брака, а также признанного внебрачного сына, Томаса Фоконберга (известного как Бастард Фоконберг), который поднял восстание и был казнен в конце правления Эдуарда IV.
Так как Уильям не имел законных детей, титул графа Кента перестал существовать.

## Брак и дети
До 28 апреля 1422 Уильям Невилл женился на Джоан де Фоконберг (18 октября 1406 — 11 декабря 1490), 6-й баронессе Фоконберг, дочери Томаса де Фоконберга, 5-го барона Фоконберга, и Джоанны Броунфлет из Лондесборо, Йоркшир. В этом браке родились:
- Джоан (ок. 1435 — после 22 февраля 1472), жена Эдуарда Бетама (умер 22 февраля 1472)
- Элизабет (ок. 1435 — до 1488), жена Ричарда Стренгвейса (умер 13 апреля 1488)
- Элис (1437 — до 1490), жена Джона Коньерса (убит в битве при Эджкот Мур 26 июля 1469)

Также он имел двух незаконных сыновей от неизвестной:
- Томас Бастард Фоконберг (казнен в сентябре 1471), участник Войны Алой и Белой розы на стороне Ланкастеров
- Уильям (умер после 1486)